# God Is in the TV
God is in the TV est un documentaire réalisé par Marilyn Manson et Perou et sorti le 2 novembre 1999 retraçant la tournée The Last Tour on Earth du groupe. Il s'agit du deuxième film officiel du groupe. Édité par Universal sous le label Nothing/Interscope, le film est sorti uniquement en VHS. Le film contient également tous les clips du groupe jusqu'à Mechanical Animals inclus.

## Titres interprétés

### Vidéo-clips
1. « Coma White »
2. « Rock is Dead »
3. « I Don't Like the Drugs (But the Drugs Like Me) »
4. « The Dope Show »
5. « Long Hard Road Out of Hell »
6. « Cryptorchid »
7. « Man That You Fear »
8. « Tourniquet »
9. « The Beautiful People »
10. « Sweet Dreams (are made of this) »
11. « Dope Hat »
12. « Lunchbox »
13. « Get Your Gunn »
14. « The Dope Show » (version non-censurée)

### Extraits de concerts
1. « Inauguration of the Mechanical Christ »
2. « The Reflecting God »
3. « Antichrist Superstar »
4. « Irresponsible Hate Anthem »
5. « Rock is Dead »
6. « The Dope Show »
7. « Lunchbox »
8. « I Don't Like the Drugs (But the Drugs Like Me) »
9. « The Speed of Pain »
10. « Rock N Roll Nigger »
11. « Sweet Dreams / Hell Outro »

## Formation
- Marilyn Manson - Chant
- Twiggy Ramirez - Basses
- Madonna Wayne Gacy - Claviers
- Ginger Fish - Batterie
- John 5 - Guitares